# David Long
(en) Statistiques sur pro-football-reference
David Long Jr., né le 6 février 1998 à Los Angeles, est un joueur américain de football américain qui évolue au poste de cornerback. Il joue pour la franchise des Rams de Los Angeles dans la National Football League (NFL). Il a gagné le Super Bowl LVI avec les Rams.

## Biographie

### Carrière universitaire
Étudiant à l'université du Michigan, il a joué avec les Wolverines de 2016 à 2018.

### Carrière professionnelle
Il est sélectionné au troisième tour, 79e rang au total, par les Rams de Los Angeles lors de la draft 2019 de la NFL. Le 13 février 2022, il gagne le Super Bowl LVI avec les Rams.